# Syneches inversus
Syneches inversus är en tvåvingeart som beskrevs av Charles Howard Curran 1928. Syneches inversus ingår i släktet Syneches och familjen puckeldansflugor. Inga underarter finns listade i Catalogue of Life.